# 대한민국 형사소송법 제29조
대한민국 형사소송법 제29조는 보조인에 대한 형사소송법의 조문이다.

## 조문
제29조(보조인) ① 피고인 또는 피의자의 법정대리인, 배우자, 직계친족과 형제자매는 보조인이 될 수 있다.  <개정 2005.3.31.>
②보조인이 되고자 하는 자는 심급별로 그 취지를 신고하여야 한다.  <개정 2007.6.1.>
③보조인은 독립하여 피고인 또는 피의자의 명시한 의사에 반하지 아니하는 소송행위를 할 수 있다. 단, 법률에 다른 규정이 있는 때에는 예외로 한다.

第29條(輔助人) ① 被告人 또는 被疑者의 法定代理人, 配偶者, 직계친족과 형제자매는 輔助人이 될 수 있다.  <개정 2005.3.31.>
②輔助人이 되고자 하는 者는 심급별로 그 취지를 申告하여야 한다.  <개정 2007.6.1.>
③輔助人은 獨立하여 被告人 또는 被疑者의 明示한 意思에 反하지 아니하는 訴訟行爲를 할 수 있다. 但, 法律에 다른 規定이 있는 때에는 例外로 한다.

## 참고 문헌
- 손동권 신이철, 새로운 형사소송법(초판, 2013), 세창, 2013. ISBN 9788984114081

## 같이 보기
- 대한민국 형사소송법 제320조
- 관할
- 토지관할